# Eynesse
Eynesse egy francia település Gironde megyében az Aquitania régióban. Lakosainak száma 591 fő (2022. január 1.). Lakóit Eynessois-nek hívják.

## Adminisztráció
Polgármesterek:
- 2001-2020 Gérard Dufour

## Demográfia
| Lakosok száma | 577  | 512  | 526  | 549  | 580  | 586  | 587  | 587  | 594  | 591  |
|               | 1968 | 1982 | 1990 | 2006 | 2013 | 2015 | 2017 | 2019 | 2020 | 2022 |

## Látnivalók
- Barrail kastély a XVII. századból
- Burette múzeum
- Régi várrom